# Julia Constance Fletcher
Pour les articles homonymes, voir Fletcher.
Julia Constance Fletcher, connue sous le pseudonyme de « George Fleming » (1853 - juin 1938) est une romancière, nouvelliste et dramaturge américaine.

## Biographie
Son père, James Cooley Fletcher (1823-1901) est un pasteur d'Indianapolis dans l'Indiana, diplômé de l'Université Brown, à Providence dans l'état du Rhode Island, et fils du banquier Calvin Fletcher. Sa mère Henriette Malan descend de théologiens suisses. Ils ont trois enfants : James (né vers 1849), Edmund (1851) et Julia Constance, née en 1853 à Rio de Janeiro, où les Fletcher sont en voyage pour un travail missionnaire de James. Au Brésil, il devient diplomate et écrit des récits de voyage, publiant un guide Brazil and the Brazilians en 1857.
En 1860, les Fletcher déménagent à Newburyport, dans le Massachusetts. Julia Fletcher étudie à la Abbot Academy de Andover, dans la promotion de l'année 1867. Henriette tombe amoureuse du précepteur de son fils Edmund, le peintre et critique d'art Eugene Benson. Henriette et James divorcent, et Henriette se remarie avec Eugene Benson. En 1870, selon le recensement américain, Henriette, Benson, Edmund, Julia et un domestique vivent à Hamden, dans le Connecticut. En 1873, Benson et Henriette déménagent en Italie avec Julia Fletcher, à Venise.
Julia Fletcher est très influencée par son beau-père, un orientaliste fasciné par l'Egypte ancienne et auteur de critiques d'art dans des magazines tels que l'Atlantique, Putnam's et The Galaxie, particulièrement intéressé par le mouvement esthétique.
L'un des commanditaires de ses premiers romans est Alfred Sassoon, un jeune membre de la riche famille Sassoon et le père de Siegfried Sassoon. Alfred, épris de Julia Fletcher, quitte son épouse Theresa Thronycroft. Elle a une liaison brève mais tumultueuse avec le petit-fils de Byron, Ralph Gordon King Noel Milbanke, 2e comte de Lovelace, de mars 1879 à janvier 1880. Les fiançailles sont rompues lorsque Ralph apprend que la mère de Julia Fletcher a divorcé. Il tente désespérement et vainement de récupérer des lettres et des souvenirs ayant appartenu à son grand-père.
Elle ne se marie jamais et passe la seconde moitié de sa vie à s'occuper de sa mère malade. Elle se rapproche d'intellectuelles lesbiennes, notamment Gertrude Stein qui écrit son portrait en prose (A Portrait of Constance Fletcher) et une pièce dans laquelle elle est un personnage, et Mabel Dodge, fondatrice de la colonie d'art de Taos. Elle vit avec sa compagne Margaret Rhodes, à qui elle dédie en 1935 une deuxième édition richement reliée de A Nile Roman : à « [s]a Marguerite ».
Lorsque la guerre éclate en 1914, elle travaille comme infirmière volontaire dans les hôpitaux militaires de Venise. Elle reçoit la Croix de guerre, le ruban de campagne à deux étoiles, la médaille d'honneur des Epidémies, la médaille du duc d'Aoste de la Tirza Armata et la médaille d'argent de la valeur militaire.
Son avis de décès publié dans le Times le 11 juillet 1938 rappelle « sa brillante personnalité et son discours si plein d'esprit ».

## Carrière de romancière et de dramaturge
En 1876, Julia Fletcher, âgée de dix-huit ans, écrit A Nile Novel, or Kismet sous le pseudonyme George Fleming. Ce roman raconte les aventures de voyageurs américains et anglais qui flânent sur le Nil dans des dahabieh et partent en excursion sur les pas des pharaons. L'héroïne Bell Hamlyn est une fille occidentale impulsive et directe. Le héros est un homme de trente-cinq ans paresseux, cynique et intelligent. Ses premiers romans, A Nile Novel, or Kismet et Mirage, sont publiés anonymement par la maison d'édition Roberts Brothers à Boston. Cette série de livres « sans nom » publiés entre 1876 et 1887 a pour but de faire reposer le mérite des ouvrages sur leur contenu plutôt que sur la réputation de leurs auteurs. Les deux livres (à la fois récit de voyage, ethnographie, romance et livre comique) traitent respectivement de voyages le long du Nil et en Syrie.
Dans Vestigia, un révolutionnaire italien sensible et efféminé doit choisir entre ses convictions politiques et la femme qu'il croit aimer lorsqu'il est recruté pour une mission suicide. Dans Andromeda: A Novel, l'héroine croit à tort que la femme est comme le personnage mythologique d'Andromède c'est-à-dire forcément disposée à épouser n'importe quel homme qui la sauverait d'un mariage forcé, d'un enlèvement ou d'un viol.
En parallèle, elle écrit des articles et des nouvelles sérialisées pour divers journaux. Elle traduit quelques sonnets de Gaspara Stampa pour une annexe de la brève biographie de son beau-père Benson sur cette poètesse en 1881. Ses œuvres sont admirées par l'ami de son grand-père, Henry James, ainsi que par Rudyard Kipling, Robert Browning, Walter Pater et John Addington Symonds.
Son œuvre la plus ouvertement féministe (dans la lignée du mouvement New Woman) est l'article « On a Certain Deficiency in Women », publié dans le premier numéro de The Universal Review en 1888. Dans cet essai, elle regrette, après avoir observé « un vaste nombre de femmes » de sa connaissance, « la complaisance avec laquelle la moitié de la race humaine accepte l'état des choses ». Elle déclare que l'œuvre culturelle des femmes est extraordinaire compte tenu des obstacles systématiques auxquels elles sont confrontées : « votre fille juponnée et corsetée vous jouera un match de tennis dans un costume qui paralyserait les muscles d'un athlète ».
À partir des années 1890, elle passe du roman au théâtre. Sa première pièce Mrs. Lessingham est jouée en 1894 au Garrick Theatre. En 1900, elle écrit une traduction-adaptation de la pièce Les Romanesques d'Edmond Rostand, qu'elle intitule The Fantasticks. Elle traduit notamment le mot « enlèvement » de l'œuvre originale en « viol », afin de montrer avec plus de force à quel point les femmes sont vulnérables face aux tentatives des hommes pour les épouser contre leur volonté. Le librettiste Tom Jones, qui fait une étude de scène de la pièce à l'Université of Texas d'Austin, collabore avec le compositeur Harvey Schmidt pour créer une comédie musicale adaptée de la traduction de Julia Fletcher, et mise en scène sous le même titre, The Fantasticks, au Sullivan Street Théâtre, Off-Broadway, en 1960. La comédie musicale est jouée à Sullivan Street pendant 40 ans, et dans 11 000 productions à travers le monde. La chanson « It Depends on What You » reprend le soliloque sur le viol de Julia Fletcher.
Sa pièce de théâtre qui rencontre le plus de succès est son adaptation de The Light That Failed de Kipling en 1903.

## Oscar Wilde
Quelques mois après la publication de son première roman en 1876, Julie rencontre Oscar Wilde, 22 ans, en voyage à Rome, avec qui elle sympathise. Quelques semaines plus tard, elle écrit le roman Mirage, un conte sentimental qui suit les aventures de Constance Varley, une jeune Américaine perspicace et raffinée qui rencontre Claude Davenant, alors qu'elle voyage à travers la Syrie et la Palestine. Oscar Wilde inspire à Julia Fletcher le personnage de Claude Davenant, un esthète bavard, sensible et badin. Varley compare Davenant à un portrait de Holbein : « pâle, au visage massif », avec des cheveux longs peu conventionnels. Elle le décrit : « Il parlait comme un homme qui a étudié l'éloquence. Il écoutait comme quelqu'un qui a l'habitude de parler ». Bien que Constance rejette Claude pour un prétendant plus conventionnel, elle le fait à regret. Julia Fletcher dédie Mirage à Walter Pater, héros du mouvement esthétique et membre du Brasenose College, admiré à la fois par Oscar et par elle. Selon le spécialiste d'Oscar Wilde S. I. Salamesky, Mirage est un roman-à-clef dans lequel Claude Davenant est « une figure dangereusement attrayante, bien que légèrement bisexuelle ou asexuée ». Dans une lettre à un ami deux ans plus tard, Oscar la présente comme : « [s]on amie Miss Fletcher (l'auteur de The Nile Novel) ».
A son retour d'Italie, Oscar supplie son ami William Ward, qui était avec lui à Rome, de lui envoyer l'adresse de Julia Fletcher « immédiatement », car il lui a promis de lui envoyer certains des articles de Pater. Sa réponse le ravit et il dit à William Ward qu'elle « écrit aussi intelligemment qu'elle parle », ajoutant : « je suis très attiré par elle en tous points ». La lettre de Julia Fletcher datée du 12 juin confirme son arrivée à Oxford plus tard dans la semaine et le félicite pour son prix Newdigate pour son poème « Ravenna ». Elle signe affectueusement « Dudu ». Il dédie la version publiée de « Ravenna » :  « A mon ami George Fleming, auteur de The Nile Novel et Mirage ».
Une décennie plus tard, en tant que rédacteur en chef de The Woman's World, Oscar Wilde sérialise le roman de Julia Fletcher The Truth about Clement Ker. En 1894, il assiste à la première soirée de Mrs. Lessingham, une pièce sur la solidarité féminine que Julia Fletcher met en scène en collaboration avec l'actrice Elizabeth Robins, qui est aussi une amie d'Oscar.

## Œuvre partielle

### Romans
- A Nile Novel, or Kismet, 2 volumes (London, Macmillan, 1877)
- Mirage, 3 volumes (London, Macmillan, 1877)
- The Head of Medusa, 3 volumes (London, Macmillan, 1880)
- Vestigia, 2 volumes (London, Macmillan, 1884)
- Andromeda: A Novel, 2 volumes (London, Bentley, 1885)
- The Truth about Clement Ker (Bristol, Arrowsmith, 1889)
- For Plain Women Only (London, John Lane, 1895)

### Nouvelles
- Little Stories about Women (London, Grant Richards, 1897)

1. « The Prince of Morocco », Macmillan's Magazine, juillet 1891
2. « A Woman with No Nonsense about Her », The National Observer, 8 juillet 1893
3. « For Better, For Worse », The National Observer, 29 juillet 1893
4. « At Venice », The National Observer, 26 août 1893
5. « Mees », Pall Mall Gazette, 5 décembre 1893
6. « By Accident », The National Observer, 23 décembre 1893
7. « A Freethinker of Castel Gondolfo », The Sketch, 7 février 1894
8. « Three Wives », The National Observer, 17 février 1894
9. « The Astonishment of Captain Brownrigg », The Speaker, 24 février 1894
10. « The Next House », The New Review, janvier 1895
11. « For Ten Francs », The New Review, octobre 1895
12. « A Contemporary », The New Review, mai 1896

### Pièces de théâtre
- Mrs. Lessingham, en collaboration avec Elizabeth Robbins (1894)
- The Fantasticks, traduction et adaptation des Romanesques d'Edmond Rostand (1900)
- The Light That Failed, adaptation de Kipling (1903)

### Essai
- « On a Certain Deficiency in Women », The Universal Review (1888)